# Мікеле Дідоні
Мікеле Дідоні (італ. Michele Didoni; нар. 7 березня 1974) — італійський легкоатлет, який спеціалізувався в спортивній ходьбі.

## Спортивні досягнення
Учасник двох олімпійських заходів на 20 км — 11-е місце у 2000 та 34-е місце у 1996.
Чемпіон світу з ходьби на 20 км (1995). Учасник заходів на 20 км на трьох інших чемпіонатах світу — 7-е місце у 1997, 10-е місце у 1999 та 16-е місце у 2003.
Срібний призер Кубку світу з ходьби на дистанції 20 км у командному заліку та у загальному заліку Трофею Лугано (ходьба 20 + 50 км) (1995, 6-е місце в особистому заліку). Бронзовий призер Кубку світу з ходьби на дистанції 20 км у командному заліку (2004).
6-е місце з ходьби на 10000 метрів на чемпіонаті світу серед юніорів (1992).
Двічі фінішував у заходах з ходьби на 20 км на чемпіонатах Європи — 10-е місце у 1994 та 11-е місце у 1998.
4-е місце з ходьби на 5000 метрів на чемпіонаті Європи в приміщенні (1994).
Чемпіон Європи серед юніорів (1993) та бронзовий призер чемпіонату Європи серед юніорів (1991) з ходьби на 10000 м.
Багаторазовий чемпіон Італії з дисциплін спортивної ходьби.